# Slough
Slough (wym. /slaʊ/) – miasto w Wielkiej Brytanii, w Anglii, w hrabstwie ceremonialnym Berkshire, w dystrykcie (unitary authority) Slough. W 2021 roku miasto liczyło 166 855 mieszkańców. Slough jest najbardziej zróżnicowanym etnicznie brytyjskim miastem poza obszarem Wielkiego Londynu.

## Historia
Pierwsze zarejestrowane wzmianki o miejscowości zwanej Slo pochodzą z końca XII wieku. Również na XII wiek datowany jest najstarszy zachowany do dziś budynek w Slough, parafialny kościół St. Laurence. W XIII wieku na obecnych przedmieściach Slough, Cippenham, miał swój pałac król Henryk III Plantagenet. W połowie XVII wieku w Slough powstała stacja dyliżansów na trasie wiodącej z Londynu na zachód Anglii.
Rozwój miasta zapoczątkowało otwarcie linii kolejowej Great Western Railway w 1838 roku i lokalnego połączenia kolejowego ze Slough do Windsor i Eton w 1849 roku. W 1918 roku duże powierzchnie użytków rolnych, położone na zachód od miasta, przeznaczono na skład i warsztaty pojazdów, pochodzących z pól bitewnych I wojny światowej. Tereny te zostały wykorzystane do stworzenia dużego centrum przemysłowego w latach 20. XX wieku.

## Współczesność
Współczesne Slough jest satelickim ośrodkiem przemysłowym Londynu. Bliskość międzynarodowego lotniska Heathrow i doskonałe połączenia drogowe przyciągnęły do miasta siedziby międzynarodowych korporacji. Swoje siedziby w Slough mają m.in. O2 plc, brytyjskie oddziały Mars Incorporated i Amazon.com. Slough jest także jedną z siedzib (obok Reading i londyńskiej dzielnicy Ealing) Thames Valley University.
Rozwój przemysłowy miasta spowodował także jego rozwój demograficzny. Po II wojnie światowej do Slough przybywali mieszkańcy zniszczonego bombardowaniami Londynu, obywatele państw Wspólnoty Narodów, Indii i Pakistanu. W latach 50. XX wieku w Slough osiedliła się także spora grupa polskich emigrantów. Kolejna fala emigrantów z państw Europy Środkowej, w tym Polski, przybyła do Slough po akcesji tych krajów do Unii Europejskiej 1 maja 2004 roku. Działa tu m.in.: Lokalna Polska Misja Katolicka Miłosierdzia Bożego i Matki Bożej Królowej Polski, Polska Szkoła Sobotnia Przedmiotów Ojczystych im. Henryka Sienkiewicza, Stowarzyszenie Polskich Psychologów, Stowarzyszenie Polskie "Gryf". W mieście rozwinął się przemysł elektrotechniczny, spożywczy oraz odzieżowy.
Slough jest jednym z najbardziej zróżnicowanych etnicznie miast w Wielkiej Brytanii. W 2017 roku biali Brytyjczycy stanowili zaledwie 34,5% mieszkańców miasta, a na ulicach Slough mówi się w ponad 150 językach całego świata.

## Miasta partnerskie
- Montreuil
- Ryga